# Skautafélag Reykjavíkur
Skautafélag Reykjavíkur ist ein isländischer Eishockeyklub aus Reykjavík, der in der isländischen Eishockeyliga spielt.

## Geschichte
Skautafélag Reykjavíkur nimmt seit der Saison 1991/92 durchgehend am Spielbetrieb der isländischen Eishockeyliga teil. Mit fünf Titeln ist die Mannschaft nach Skautafélag Akureyrar die Mannschaft mit den meisten Meistertiteln in Island.

## Erfolge
- Isländischer Meister (5-mal): 1999, 2000, 2006, 2007, 2009

## Bekannte Spieler
- Kari Valsson